# Liga Portuguesa de Basquetebol
Liga Portuguesa de Basquetebol – najwyższa klasa rozgrywek koszykówki w Portugalii. Od sezonu 2008/09 jej rozgrywki są organizowane przez Portuguese Basketball Federation.
Od sezonu 1965/66 do 1973/74 mistrzowie ligi byli wyłaniani poprzez turniej z udziałem mistrzów metropolitarnych (reprezentujących Portugalię) oraz mistrzów kolonialnych z Mozambiku i Angoli, podobnie jak to miało miejsce w lidze – Portuguese Roller Hockey First Division, która funkcjonowała w tych samych latach. Pierwszy z turniejów nie odbył się jednak ze względu na protest klubu z Mozambiku – Sporting de Lourenço Marques.
Najbardziej utytułowanym zespołem jest SL Benfica, która 25 triumfowała w tych rozgrywkach.

## Mistrzowie Portugalii
- 1932–33: Conimbricense
- 1933–34: União de Lisboa
- 1934–35: Carnide
- 1935–36: Carnide (2)
- 1936–37: Carnide (3)
- 1937–38: Carnide (4)
- 1938–39: Belenenses
- 1939–40: Benfica
- 1940–41: Carnide (5)
- 1941–42: Vasco da Gama
- 1942–43: Carnide (6)
- 1943–44: Carnide (7)
- 1944–45: Belenenses (2)
- 1945–46: Benfica (2)
- 1946–47: Benfica (3)
- 1947–48: Vasco da Gama (2)
- 1948–49: Académica de Coimbra
- 1949–50: Académica de Coimbra (2)
- 1950–51: Vasco da Gama (3)
- 1951–52: Porto
- 1952–53: Porto (2)
- 1953–54: Sporting CP
- 1954–55: Académica de Coimbra (3)
- 1955–56: Sporting CP (2)
- 1956–57: Barreirense
- 1957–58: Barreirense (2)
- 1958–59: Académica de Coimbra (4)
- 1959–60: Sporting CP (3)
- 1960–61: Benfica (4)
- 1961–62: Benfica (5)
- 1962–63: Benfica (6)
- 1963–64: Benfica (7)
- 1964–65: Benfica (8)
- 1965–66:  –
- 1966–67: Benfica de Luanda (ANG)
- 1967–68: Sporting de Lourenço Marques (MOZ)
- 1968–69: Sporting CP (4)
- 1969–70: Benfica (9)
- 1970–71: Sporting de Lourenço Marques (MOZ) (2)
- 1971–72: Porto (3)
- 1972–73: Sporting de Lourenço Marques (MOZ) (3)
- 1973–74: CD Malhangalene (MOZ)
- 1974–75: Benfica (10)
- 1975–76: Sporting CP (5)
- 1976–77: Ginásio
- 1977–78: Sporting CP (6)
- 1978–79: Porto (4)
- 1979–80: Porto (5)
- 1980–81: Sporting CP (7)
- 1981–82: Sporting CP (8)
- 1982–83: Porto (6)
- 1983–84: Queluz
- 1984–85: Benfica (11)
- 1985–86: Benfica (12)
- 1986–87: Benfica (13)
- 1987–88: Ovarense
- 1988–89: Benfica (14)
- 1989–90: Benfica (15)
- 1990–91: Benfica (16)
- 1991–92: Benfica (17)
- 1992–93: Benfica (18)
- 1993–94: Benfica (19)
- 1994–95: Benfica (20)
- 1995–96: Porto (7)
- 1996–97: Porto (8)
- 1997–98: Estrelas Avenida
- 1998–99: Porto (9)
- 1999–00: Ovarense (2)
- 2000–01: Portugal Telecom
- 2001–02: Portugal Telecom (2)
- 2002–03: Portugal Telecom (3)
- 2003–04: Porto (10)
- 2004–05: Queluz (2)
- 2005–06: Ovarense (3)
- 2006–07: Ovarense (4)
- 2007–08: Ovarense (5)
- 2008–09: Benfica (21)
- 2009–10: Benfica (22)
- 2010–11: Porto (11)
- 2011–12: Benfica (23)
- 2012–13: Benfica (24)
- 2013–14: Benfica (25)
- 2014–15: Benfica (26)

## Mistrzowie metropolitarni
- 1965–66: Benfica
- 1966–67: Académica de Coimbra
- 1967–68: Ass. Desp. do Banco Pinto de Magalhães
- 1968–69: Sporting CP
- 1969–70: Benfica (2)
- 1970–71: Benfica (3)
- 1971–72: Porto
- 1972–73: Benfica (4)
- 1973–74: Benfica (5)

## Mistrzowie Liga de Clubes de Basquetebol
| Sezon     | Finał                | Finał | Finał       |
| Sezon     | Mistrz               | Wynik | Finalista   |
| --------- | -------------------- | ----- | ----------- |
| 1995–96   | Porto (7)            | 3–1   | Benfica     |
| 1996–97   | Porto (8)            | 3–1   | Oliveirense |
| 1997–98   | Estrelas Avenida     | 3–2   | Ovarense    |
| 1998–99   | Porto (9)            | 3–1   | Illiabum    |
| 1999–2000 | Ovarense (2)         | 3–0   | Porto       |
| 2000–01   | Portugal Telecom     | 3–1   | Oliveirense |
| 2001–02   | Portugal Telecom (2) | 3–0   | Oliveirense |
| 2002–03   | Portugal Telecom (3) | 3–2   | Oliveirense |
| 2003–04   | Porto (10)           | 3–1   | Queluz      |
| 2004–05   | Queluz (2)           | 3–0   | Ovarense    |
| 2005–06   | Ovarense (3)         | 3–0   | Ginásio     |
| 2006–07   | Ovarense (4)         | 3–2   | Porto       |
| 2007–08   | Ovarense (5)         | 4–3   | Porto       |

## Mistrzowie Liga Portuguesa de Basquetebol
| Sezon   | Finał        | Finał | Finał                |
| Sezon   | Mistrz       | Wynik | Finalista            |
| ------- | ------------ | ----- | -------------------- |
| 2008–09 | Benfica (21) | 4–0   | Ovarense             |
| 2009–10 | Benfica (22) | 4–1   | Porto                |
| 2010–11 | Porto (11)   | 4–3   | Benfica              |
| 2011–12 | Benfica (23) | 3–2   | Porto                |
| 2012–13 | Benfica (24) | 3–1   | Académica de Coimbra |
| 2013–14 | Benfica (25) | 3–0   | Vitória de Guimarães |
| 2014–15 | Benfica (26) | 3–0   | Vitória de Guimarães |

## Kluby z największą liczbą tytułów mistrzowskich
| Zespół                             | Mistrzostwa | Zwycięskie lata |
| ---------------------------------- | ----------- | --- |
| Benfica                            | 26          | 1940, 1946, 1947, 1961, 1962, 1963, 1964, 1965, 1970, 1975, 1985, 1986, 1987, 1989, 1990, 1991, 1992, 1993, 1994, 1995, 2009, 2010, 2012, 2013, 2014, 2015 |
| Porto                              | 11          | 1952, 1953, 1972, 1979, 1980, 1983, 1996, 1997, 1999, 2004, 2011                                                                                           |
| Sporting CP                        | 08          | 1954, 1956, 1960, 1969, 1976, 1978, 1981, 1982 |
| Carnide                            | 07          | 1935, 1936, 1937, 1938, 1941, 1943, 1944 |
| Ovarense                           | 05          | 1988, 2000, 2006, 2007, 2008 |
| Académica de Coimbra               | 04          | 1949, 1950, 1955, 1959 |
| Vasco da Gama                      | 03          | 1942, 1948, 1951 |
| Sporting de Lourenço Marques (MOZ) | 03          | 1968, 1971, 1973 |
| Portugal Telecom                   | 03          | 2001, 2002, 2003 |
| Belenenses                         | 02          | 1939, 1945 |
| Barreirense                        | 02          | 1957, 1958 |
| Queluz                             | 02          | 1984, 2005 |
| Conimbricense                      | 01          | 1933 |
| União de Lisboa                    | 01          | 1934 |
| Benfica de Luanda (ANG)            | 01          | 1967 |
| CD Malhangalene (MOZ)              | 01          | 1974 |
| Ginásio                            | 01          | 1977 |
| Estrelas Avenida                   | 01          | 1998 |